# Mickey Duff
Mickey Duff (* als Monek Prager am 7. Juni 1929 in Krakau, Polen; † 22. März 2014 in London) war ein polnisch-britischer Boxpromoter.
Er galt als eine der wichtigsten Persönlichkeiten im britischen Boxgeschäft. Er war Manager von 16 Weltmeistern, darunter Frank Bruno, Joe Calzaghe, John Conteh, Terry Downes, Lloyd Honeyghan, Maurice Hope, Charlie Magri, Alan Minter, John H. Stracey, Jim Watt und Howard Winstone. 1999 wurde er in die International Boxing Hall of Fame aufgenommen.